# Мохамед Буазизи
Тарек ал-Тайиб Мухаммад ибн Буазизи (29 март 1984 – 4 януари 2011), известен като Мохамед Буазизи (арабски: محمد البوعزيزي), е тунизийски уличен продавач, който се самозапалва на 17 декември 2010 г. като протест за конфискуването на стоката му и унижението, което претърпял от разговор със служителка в общината. Този акт дава началото на въстанието в Тунис, улични протести с много жертви в цял Тунис срещу социалните и политически проблеми на страната. Гняв и насилие следват смъртта на Буазизи, както и свалянето на президента бен Али след 23 години власт.
След Буазизи, други няколко мъже са последвали примера му в други арабски държави, за да сложат край на потисничеството, което им е налагано от корумпираните и автократични правителства. Те и Буазизи са наричани от някои като „героични мъченици на нова близкоизточна революция“.

## Ранен живот и трудности
Мохамед Буазизи, известен в района като Басбоса, е роден в Сиди Буазид, Тунис, на 29 март 1984. Баща му, строител в Либия, умира от инфаркт когато Буазизи е на три, а майка му се жени за чичо му след това. Заедно с неговите шест братя и сестри, Буазизи учи в едностайно училище в село наречено Сиди Салах. Въпреки че не малко медии съобщават, че той има университетска диплома, сестра му, Самия Буазизи, казва че никога не е завършвал гимназия, но това било нещо, което той винаги е искал за себе си и сестрите си. С чичо с лошо здраве и невъзможност да работи правилно, Буазизи е работил различни работи, откакто е на десет, и затова напуска училище в юношеските си години за да работи на пълен работен ден.
Буазизи живее в скромен бетонен дом, на двадесет минути пеша от центъра на Сиди Бузид, провинциален град в Тунис с висока степен на корупция и страдащ от безработица, стигаща до 30% Според майка му Маннубия Буазизи той е подал молба за армията, която му била отказана, и още няколко молби също били отхвърлени. Той издържал майка си, чичо си и по-младите си братя и сестри, включително като плаща на една от сестрите си да посещава университет, продавайки продукцията си на улиците на Сиди Бузид. Той също работи, за да купи нова каравана, според сестра му Самия.

## Конфискуване на стоката и самозапалване
Местни полицаи са набелязали Буазизи от години, дори през детството му, като редовно са конфискували неговата малка ръчна количка с продукция; но Буазизи имал малко възможности да продължи да живее, затова продължил да работи като уличен продавач.
На сутринта на 17 декември 2010 той дава почти 200 динара, за да купи стоката си. Скоро след спирането с количката, полицията отново конфискува всичко, привидно защото Буазизи няма разрешение да продава на улицата. Въпреки че някои източника казват, че продаването на улицата е незаконно в Тунис, и че Буазизи нямал изискваното разрешение, според главата на бюрото за работа и независим труд на Сиди Бузид, не се изисква разрешение, за да се продава от количка.
Също се казва, че Буазизи е нямал достатъчно пари да подкупи полицаите, за да позволят търговията му да продължи. Двама от братята и сестрите на Буазизи обвиняват властите в опит да изтръгнат пари от брат им, и по време на интервю с Ройтерс, една от сестрите му казва: Представяте ли си какъв вид репресии е необходим за такъв млад човек да направи това? Мъж, който трябва да храни семейството си, като купува стока на вересия, когато го глобят... и вземат неговите продукти. В Сиди Бузид, тези без връзки и пари за подкуп са унижавани и оскърбявани и не са оставяни да живеят."
Освен това Буазизи е публично унижен, когато 45-годишна жена от общинската управа – Ф. Хамди, го зашлевява през лицето, вика му, конфискува електронните му везни и го изблъсква встрани от количката му с плодове и зеленчуци; и това става, докато двамата ѝ колеги ѝ помагат да го бият. Съобщено е, че тя обижда мъртвия му баща. Полът ѝ прави унижението още по-голямо заради убеждения в Арабския свят.
Ядосан от сблъсъка, Буазизи отива в офиса на губернатора, за да се оплаче. Заради отказа на губернатора да го види или чуе, въпреки че Буазизи казва „Ако не ме видите, ще се самозапаля“, той се сдобива с бутилка бензин (или 2 бутилки цветен разредител) и в 11:30 ч. местно време (по-малко от 1 час след спора), се полива пред сградата на местната управа и се самозапалва.
Според майка му, на която не е казвано нищо, преди сам Буазизи да ѝ каже, той се е самоубил, защото е бил унижен и то не заради бедността му. „То го засегна много дълбоко, нарани гордостта му“ казва тя по повод тормоза на полицията.

## Смърт и погребение
Според семейния адвокат на Буазизи той е взет с линейка до болница в Сиди Бузид. След като там не са могли да се справят със силните му изгаряния, той е закаран в гр. Сфакс, на повече от 110 километра. По-късно, с нарастването на интереса на правителството към случая му, той е преместен в болница в Бен Арус, в Центъра за изгаряния и травми, където той е посетен от президентът Бен Али. Буазизи умира там 18 дни след това, на 4 януари 2011 г. в 5:30 ч. местно време.
Отбелязано е, че повече от 5000 души участват в погребалната процесия, която започва от Сиди Бузид и продължава през родното село на Буазизи, но полицията не позволява на шествието да премине в близост до мястото, на което той се самозапалва. От тълпата, много са чути да скандират: „Сбогом, Мохамед, ние ще отмъстим за теб. Ние плачем днес. Ние ще направим тези, които причиниха смъртта ти, да плачат.“
 Той е погребан в гробището Гараат Беннур, на 16 км от Сиди Бузид.

## Последици
На 20 декември 2010 служителката, която е унижила Буазизи в деня на самозапалването му, е уволнена заедно с генералния секретар (губернатор) на Сиди Бузид. Твърденията за това са отричани от секретаря на общината в Сиди Бузид Мохамед Сале Мессауди. Служителката Ф. Хамди е отстранена от длъжност и бяга от Сиди Бузид. Има твърдения, че е арестувана по заповед от тогавашния президент Бен Али и е в затвор в неназован град.
Възмутени от случаите, които водят Буазизи до самоубийство, жителите на Сиди Бузид започват да протестират. Избухва въстанието в Тунис, последвано от марш в памет на Буазизи на следващия ден, прекъснат от полицията със сълзотворен газ срещу мирната тълпа.
Въпреки това протестите продължават и избухват по цялата страна след смъртта на Буазизи. Това довежда до свалянето на президента Бен Али на 14 януари 2011 г. след 23 г. на власт и бягството му в Саудитска Арабия, след като Франция му отказва да го подслони. В Тунис протестите продължават дори след идването на новото правителство, защото то оставя гражданите на Тунис да се чувстват така, сякаш техните чувства още са пренебрегвани.

### Самоубийци, последвали примера му
След като самозапалването на Буазиди води до успешното сваляне на режима на Бен Али, над десет души последват примера му в техните страни. Има случаи в страни като Алжир, Египет и Саудитска Арабия.